# 哈福林格马

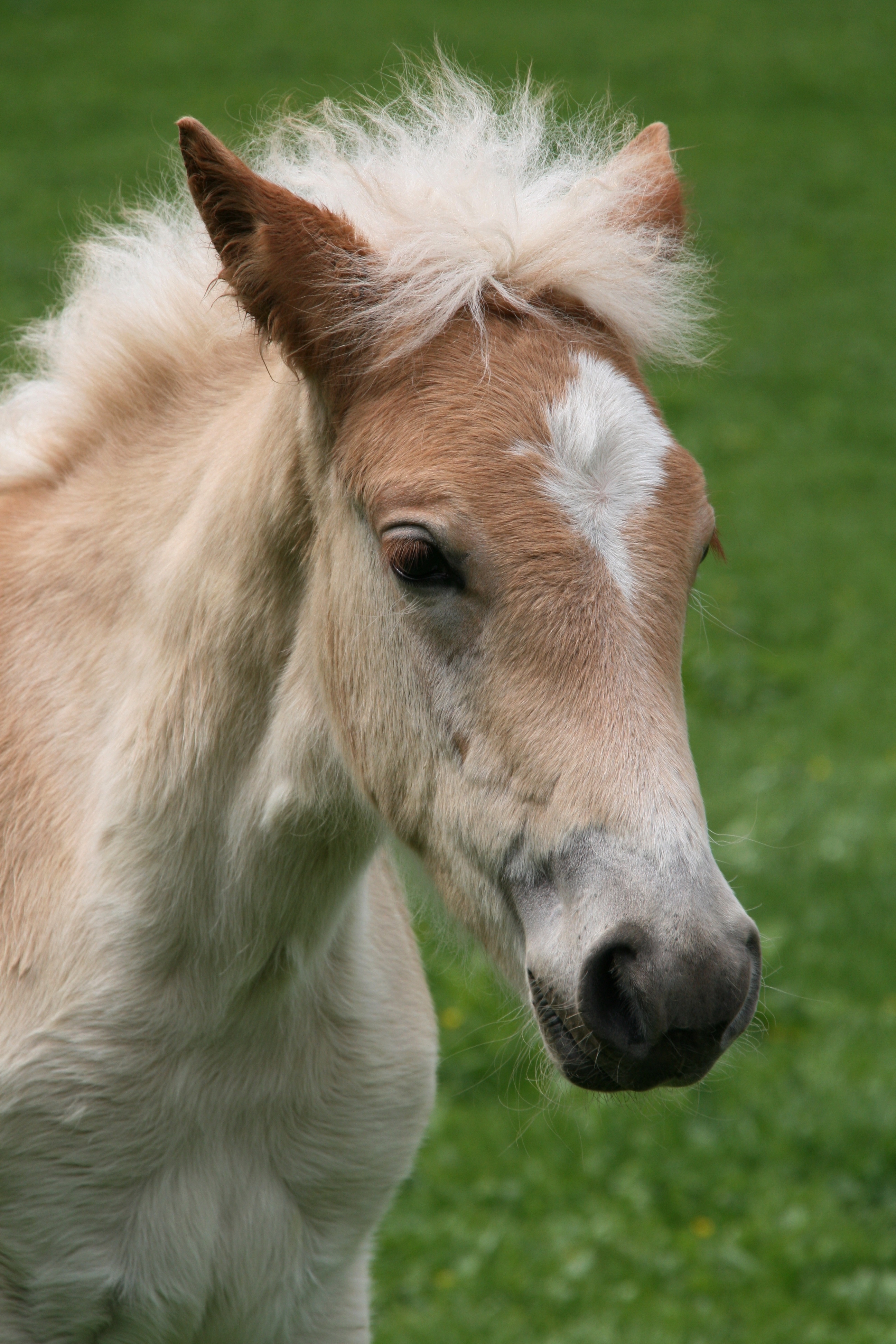
哈福林格马

哈福林格马（Haflinger）是一种1800年代后期在奥地利和意大利北部培育出来的马。它有多种用途，负载能力佳，可以驮物和拉车，并可以配上马鞍，进行耐力训练、技术训练等，适合马术表演。哈福林格马个头相当小，颜色通常为栗色，步态有力而平稳。其肌肉强壮但是外型优美。

## 品种特点
哈福林格马通常为栗色，颜色范围从浅金色到深金栗色渐变。鬃毛和尾巴为白色或亚麻色。它们的高度为135-145厘米。
这个品种有优雅的头，脖子长度中等，优美地连接到头部，胸部很厚。后背长度中等，肌肉发达，臀部较长。腿部整洁，膝部宽阔平坦，关节有力。